# Виишоара (Васлуј)
Виишоара (рум. Viișoara) насеље је у Румунији у округу Васлуј у општини Васлуј. Oпштина се налази на надморској висини од 212 м.

## Становништво
Према подацима из 2011. године у насељу је живело 592 становника. Према последњем попису, у насељу је живело 1.261 становника.